# Зелизер, Вивиана
Вивиана Зелизер (англ. Viviana A. Rotman Zelizer; род. 19 января 1946) — американский социолог и экономист, специалист в области экономической социологии, именной профессор Принстона.
Член Американской академии искусств и наук (2007).

## Биография
Родилась в Аргентине, дочь С. Хулио Ротман и Розиты Вайль де Ротман. Училась в университете в Буэнос-Айрес и два года изучала право. Иммигрировала в Соединенные Штаты в 1967 году, так как вышла замуж за раввина Джеральда Л. Зелизера, бывшего раввина «Конгрегации Неве Шалом» в Метачене (штат Нью-Джерси). 
Получила степень бакалавра (1971) в Ратгерском университете, где состояла в обществе Phi Beta Kappa.
Затем она поступила в аспирантуру по социологии в Колумбийском университете, где в 1974 году получила степень магистра. В 1977 году в оном же получила степень доктора философии.
По её словам, на неё и развитие её карьеры оказали влияние четыре исследователя из Колумбийского университета: Зигмунд Даймонд, Бернард Барбер, Дэвид Ротман и Роберт Кинг Мертон.
Преподавала в университете Рутгерс (1976-78), Колумбийском (1978-88; профессор с 1985) и Принстонском университетах (с 1988).
В 1987—1988 годах приглашенный учёный в «Фонде Рассела Сейджа», где познакомилась с социологом Чарльзом Тилли.
Являлась первым председателем новосозданного отделения экономической социологии Американской социологической ассоциации. 
Занимает пятое место в Top Influential Sociologists 2010—2020 по версии Academic Influence.
Ее сын Джулиан Зелизер присоединился к Департаменту по связям с общественностью исторического центра Принстона в 2007 году, став, как полагают, первой профессорско-преподавательской командой матери и сына в истории вуза.

## Труды
- «Мораль и рынки: развитие страхования жизни в Соединённых Штатах» (Morals and Markets: The Development of Life Insurance in the United States, 1979);
- «Оценивая бесценного ребёнка: изменение социальной ценности детей» (Pricing the Priceless Child: The Changing Social Value of Children, 1985);
- «Социальное значение денег» (The Social Meaning of Money, 1994);
- «Покупка близости» (The Purchase of Intimacy, 2005);
- «Экономические жизни: как культура формирует экономику» (Economic Lives: How Culture Shapes the Economy, 2011).
- Money Talks: Explaining How Money Really Works

Русские переводы
- Зелизер В. Социальное значение денег: деньги на булавки, чеки, пособия по бедности и другие денежные единицы. — М. : Дом интеллектуальной книги, Издательский дом ГУ ВШЭ, 2004.
- Зелизер В. Создание множественных денег // Западная экономическая социология: Хрестоматия современной классики / Сост. и науч. ред. В. В. Радаев; Пер. М. С. Добряковой и др. — М.: Российская политическая энциклопедия (РОССПЭН), 2004. — С. 413—430.
  - Создание множественных денег // Экономическая социология. — 2002. Т. 3. № 4. — С. 58-72.
- Зелизер В. Человеческие ценности и рынок: страхование жизни и смерть в Америке XIX века // Экономическая социология. Т. 11. № 2. Март 2010.